# جورج ك. ناش
جورج ك. نـاش (بالإنجليزية: George K. Nash) هو محامي وقاضي وسياسي أمريكي، ولد في 14 أغسطس 1842 في مقاطعة مدينا في الولايات المتحدة، وتوفي في 28 أكتوبر 1904 في كولومبوس في الولايات المتحدة. نشط حزبياً في الحزب الجمهوري. وقد انتخب حاكم ولاية أوهايو ‏ (8 يناير 1900 – 11 يناير 1904) وانتخب Ohio Attorney General ‏ (12 يناير 1880 – 16 أبريل 1883).